# Автостанция № 2 (Мелитополь)

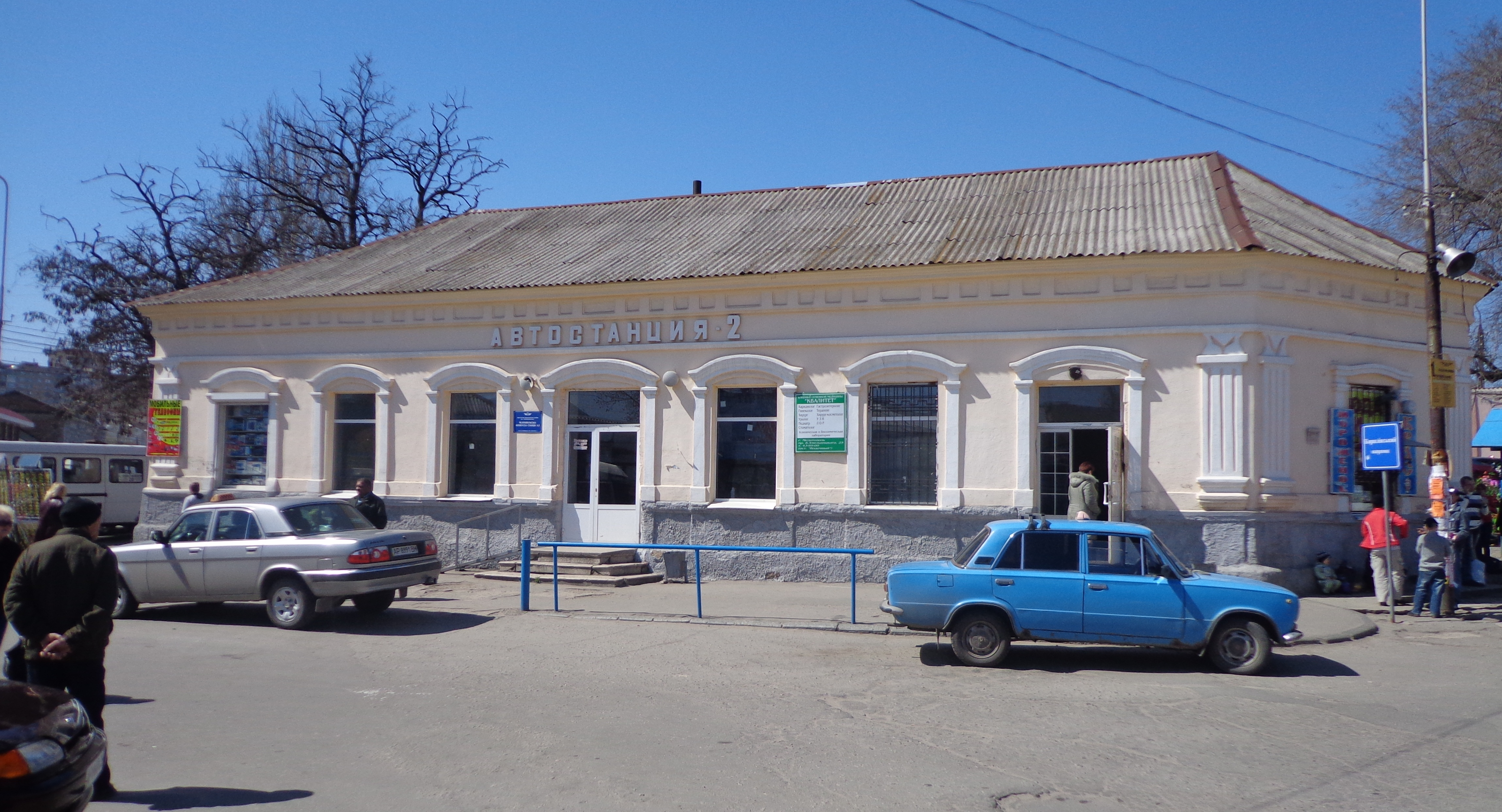
Вид на автостанцию с Соборной площади

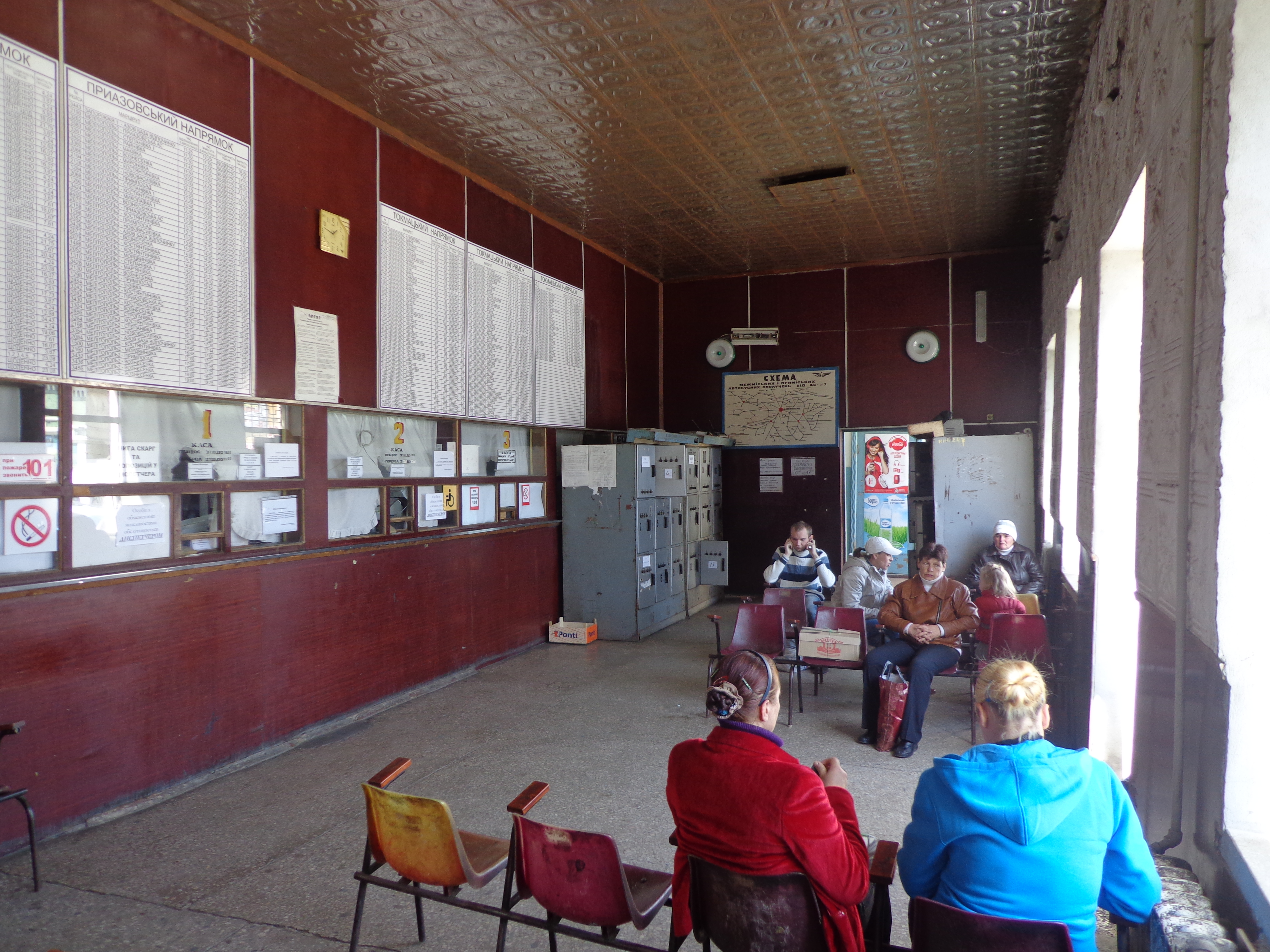
Зал ожидания и кассы

Автостанция № 2 — пригородная автобусная станция в Мелитополе. Расположена на углу улиц Университетская и Александра Невского, по адресу ул. Университетская, 2.
Автостанция размещается в здании, построенном в 1907 году как «дом для народных чтений» при находившемся рядом  соборе Александра-Невского (разрушен в 1930-е годы). В настоящее время планируется постройка нового двухэтажного корпуса автостанции, но сроки строительства всё ещё не определены. Для отстоя автобусов используется расположенная перед автостанцией Соборная площадь.
Большинство проходящих через автостанцию автобусных маршрутов следуют в населённые пункты Мелитопольского, Акимовского, Приазовского и Весёловского районов Запорожской области.